# Sinictinogomphus clavatus
Sinictinogomphus clavatus е вид водно конче от семейство Gomphidae. Видът не е застрашен от изчезване.

## Разпространение
Разпространен е във Виетнам, Китай (Гуандун, Гуанси, Гуейджоу, Джъдзян, Дзилин, Дзянси, Дзянсу, Фудзиен, Хубей, Хунан, Хъбей, Хънан, Шънси и Юннан), Макао, Мианмар, Непал, Русия (Амурска област, Приморски край, Сахалин и Хабаровск), Северна Корея, Тайланд, Южна Корея и Япония (Кюшу, Хоншу и Шикоку).

## Описание
Популацията на вида е стабилна.